# Epamera berbera
Epamera berbera är en fjärilsart som beskrevs av Bethune-Baker 1924. Epamera berbera ingår i släktet Epamera och familjen juvelvingar. Inga underarter finns listade i Catalogue of Life.